# Pădurea Buciumeni - Homocea
Pădurea Buciumeni - Homocea este o arie protejată (arie specială de conservare — SAC, sit de importanță comunitară — SCI) din România, desemnată în scopul protejării biodiversității și menținerii într-o stare de conservare favorabilă a florei spontane și faunei sălbatice, precum și a habitatelor naturale de interes comunitar aflate în arealul zonei de protecție. Aceasta este întinsă pe o suprafață de 4.987,2 ha, integral pe uscat.

## Localizare
Centrul sitului Pădurea Buciumeni - Homocea este situat la coordonatele 46°05′08″N 27°17′18″E / 46.085647°N 27.288397°E. Acesta se întinde pe teritoriile administrative ale județelor Vrancea (pe raza comunelor: Tănăsoaia, Homocea, Corbița și Ploscuțeni) și Galați (pe raza comunelor: Brăhășești, Poiana și Buciumeni).

## Înființare
Situl Pădurea Buciumeni - Homocea (ROSAC0334) a fost declarat sit de importanță comunitară în septembrie 2011 pentru a proteja un număr necunoscut de specii din flora spontană și fauna sălbatică aflate în arealul zonei. Situl a fost protejat și ca arie specială de conservare în mai 2022.

## Biodiversitate
Situată în ecoregiunea continentală, aria protejată conține 3 habitate naturale: Păduri de fag Asperulo-Fagetum, Păduri de stejar și carpen Galio-Carpinetum, Păduri de stejar și de carpen dacice.
La baza desemnării sitului se află un număr nedeclarat de specii protejate.